# 涂喬遷
涂喬遷（1550年—1632年），字伯友，號聲宇，江西南昌府南昌縣人。明朝政治人物。

## 生平
萬曆十六年（1588年）戊子科江西鄉試舉人，萬曆十七年（1589年）聯捷己丑科進士。任合肥縣知县，擢山東道監察御史，適有三王並封之旨，朱维京、王如坚因上疏遣戍。喬遷益抗章力爭。已長安雷火地震，喬遷申言災不虚生，皆因國本未建，語甚切直，尋以他事降典史。光廟改元，特起勲丞。
天启元年（1621年），陞光禄寺少卿，改太僕少卿。天启二年因上书辽东事升右通政，四年改南太僕寺卿。适范济世为操江都御史，诡言南监马诸库藏积镪百馀万，非内臣搜括不可得。璫喜，遣其养子胡良辅等至，索所称百馀万，实无有，自运使至营役俱以追赔收逮，复坐索二十六万于太僕。乔迁曰：南太仆无藏镪久矣，岁折价二十六万七千，各府州已如期尽输之北部矣。虚派以杀人，吾不忍。良辅恚曰：如君言，何以复厂公。时方有建祠之事，良辅曰：若建祠于关山，可以报命。不从，迫之。乔迁曰：吾头可断，祠不可建也。良辅恚甚曰：安用若，吾輩自成之耳。乔迁曰：太仆署在此，若鼠辈敢尔，若视吾髯在乎！髯起如戟，良辅仓皇归，以语逆璫。未几，指為門戶削奪。乔迁和易近人，居乡待长幼皆以礼，而抗直不避权贵，其天性然也。崇禎中復原官，議起用卒。